# Ville-Valtteri Leskinen
Ville-Valtteri Leskinen, född 18 februari 1994 i Uleåborg, är en finländsk professionell ishockeyspelare som spelar för HIFK.

## Karriär
Leskinens moderklubb är KKP. Han spelade juniorishockey för föreningarna Kärpät och KalPa. Säsongen 2012/2013 seniordebuterade han för Hokki i Mestis, vilken är den näst högsta ishockeyserien i Finland. Säsongen därpå spelade han för KalPa under 12 matcher i FM-ligan. 
Säsongen 2015/2016 spelade han 35 matcher för Vasa Sport. Inför säsongen 2016/2017 värvades han till Kärpät. Säsongen 2018/2019 noterades han för 57 poäng (varav 29 mål) på 58 spelade matcher, vilket gav honom en delad förstaplats i FM-ligans poängliga.
I juni 2019 skrev han på ett tvåårskontrakt med Färjestad BK i SHL. Han spelade endast 14 matcher för Färjestad då kontraktet valdes att brytas. 